# Тодор Владимиров
Тодор Владимиров е български футболист, нападател.
Играе за отбора на Свети Августин (1911 – 1915), след което преминава в Славия, където играе от 1915 до 1926 година. Финалист за Държавното първенство през 1926 година. Участник в първия национален отбор на ОИ-1924 в Париж и е негов капитан. Има 7 мача и 1 гол за националния отбор.
Тодор Владимиров е един от изтъкнатите футболни деятели и създатели на съдийския институт (1922 г.) в България.